# Tivadar Schwartz
Tivadar (o Teodor) Schwartz (1893-1968) va ser un metge, advocat i esperantista hongarès d'origen jueu. Va fer servir el pseudònim de Teo Melas. És el pare del financer George Soros.
Tivadar Schwartz va canviar el seu cognom als anys 30 davant l'auge de l'antisemitisme. El nom Soros va ser triat per la seva doble forma en hongarès i esperanto. Va aprendre aquesta llengua auxiliar internacional durant el seu internament en un camp per a presoners de guerra a Sibèria durant la Primera Guerra Mundial. Es va escapar durant el caos del començament de la Revolució russa. La fuga va ser una aventura que posteriorment publicaria al llibre Modernaj Robinzonoj (Moderns Robinsons) el 1923.
A Budapest va cofundar Literatura Mondo el 1922, considerada la revista literària en esperanto més important del període d'entreguerres. En aquesta època va desenvolupar una important tasca editorial sobretot com a mecenes, juntament amb els escriptors Kálmán Kalocsay i Julio Baghy.
Durant la Segona Guerra Mundial i davant el començament de les persecucions antijueves, va optar per amagar-se i adoptar identitats falses per ell i per tota la seva família. Les seves peripècies les va descriure al llibre Maskerado ĉirkaŭ la morto (Mascarada al voltant de la mort), publicat el 1965 a La Laguna per Juan Régulo Pérez a l'editorial Stafeto. El llibre ha estat reeditat recentment i ha estat traduït a l'anglès, l'alemany, el rus, l'hongarès i el turc.
S'ha sostingut que el seu exemple va causar també una especial influència en els seus fills, l'enginyer Paul i el financer George Soros. Tots dos van aprendre esperanto a la seva infància, de manera que de vegades se'ls inclou entre el grup de parlants nadius d'esperanto. Els dos ho expliquen als pròlegs de l'edició anglesa del llibre Maskerado.
Després de la presa del poder pels comunistes a Hongria, els seus fills van escapar a Occident. George ho va fer aprofitant un Congrés Juvenil d'Esperanto. Anys després s'hi unirien Tivadar i la seva dona, que van viure els seus últims anys a Nova York.